# 23131 Debenedictis
23131 Debenedictis là một tiểu hành tinh vành đai chính với chu kỳ quỹ đạo là 3.34 năm.
Nó được phát hiện ngày 5 tháng 1 năm 2000 by the 
Nhóm nghiên cứu tiểu hành tinh gần Trái Đất phòng thí nghiệm Lincoln in Socorro.
Erika Alden DeBenedictis (b. 1992) was awarded second place in the 
2007 Intel International Science và Engineering Fair for her computer science project. She attended the Saint Pius X High School, Albuquerque, New Mexico, Hoa Kỳ
In 2008, she attended Summer Science Program, which teaches astronomy through a curriculum based ngày asteroid observations và orbital calcualtions.